# Spharagemon bolli
Oedipode à pattes tricolores
Espèce
Synonymes
- Spharagemon bolli bolli S.H. Scudder, 1875[1]
- Dissosteira bolli (S.H. Scudder, 1875)[1]
- Spharagemon balteatum S.H. Scudder, 1875[1]
- Dissosteira bolli balteatum (S.H. Scudder, 1875)[1]
- Spharagemon inornatum Morse, 1895[1]
- Spharagemon bolli inornatum Morse, 1895[1]
- Spharagemon robustum Morse, 1895[1]

Spharagemon bolli, appelé communément Oedipode à pattes tricolores, est une espèce nord-américaine d'orthoptères de la famille des Acrididae.

## Description
L'extrémité de l'aile secondaire (postérieure) est transparente et le grand tibia est en bonne partie rouge.

## Répartition
Spharagemon bolli se trouve en Amérique du Nord, aux États-Unis et au Canada.